# Pieter Waller
Pieter Wilhelm Waller (Amsterdam, 5 januari 1869 — Overveen, 19 juni 1938) was een Nederlandse filatelist, een van de belangrijkste verzamelaars van de eerste emissie Nederland.

## Levensloop

### Postzegels
Waller was handelaar in effecten en later koopman in tabak. Door zijn werk had hij toegang tot belangrijke handelsarchieven; hieruit kon hij (met toestemming) veel postzegels en belangrijke poststukken bemachtigen. Door zijn enorme verzameling aan de Nederlandse Staat te schenken gaf hij de aanzet voor de oprichting in 1929 van het Postmuseum, thans Museum voor Communicatie. In 1934 publiceerde hij het eerste standaardwerk over de eerste emissie Nederland. Ook werd er sinds dat jaar door de Nederlandsche Bond van Vereenigingen van Postzegelverzamelaars aan personen, die zich tegenover de filatelie in het algemeen bijzonder hebben onderscheiden, een de Waller-medaille uitgereikt.

### Sportief
Waller nam in 1920 deel aan de 7e Olympische Zomerspelen in Antwerpen, op de schietonderdelen: kleiduiven, trap en team. Het Nederlandse team werd zesde met 222 treffers. Van 1922 tot 1932 was hij bestuurslid van het Nederlands Olympisch Comité.

## Trivia
- In 1934 werd de Waller-medaille ingesteld door de Nederlandse Bond van Filatelisten. Deze medaille wordt door de bond toegekend aan personen die zich, ten gunste van de filatelie in het algemeen, bijzonder hebben onderscheiden.

## Publicaties
- Pieter Wilhelm Waller. De eerste postzegels van Nederland: uitgifte 1852. Haarlem, Enschedé, 1934.